# Cmentarz Chanów w Bachczysaraju
Cmentarz Chanów w Bachczysaraju – cmentarz znajdujący się w kompleksie pałacowym chanów krymskich w Bachczysaraju na południe od Wielkiego Meczetu. Na cmentarzu pochowanych jest dziewięciu chanów, 45 członków rodziny chanów oraz niektóre osoby należące do ówczesnej arystokracji.

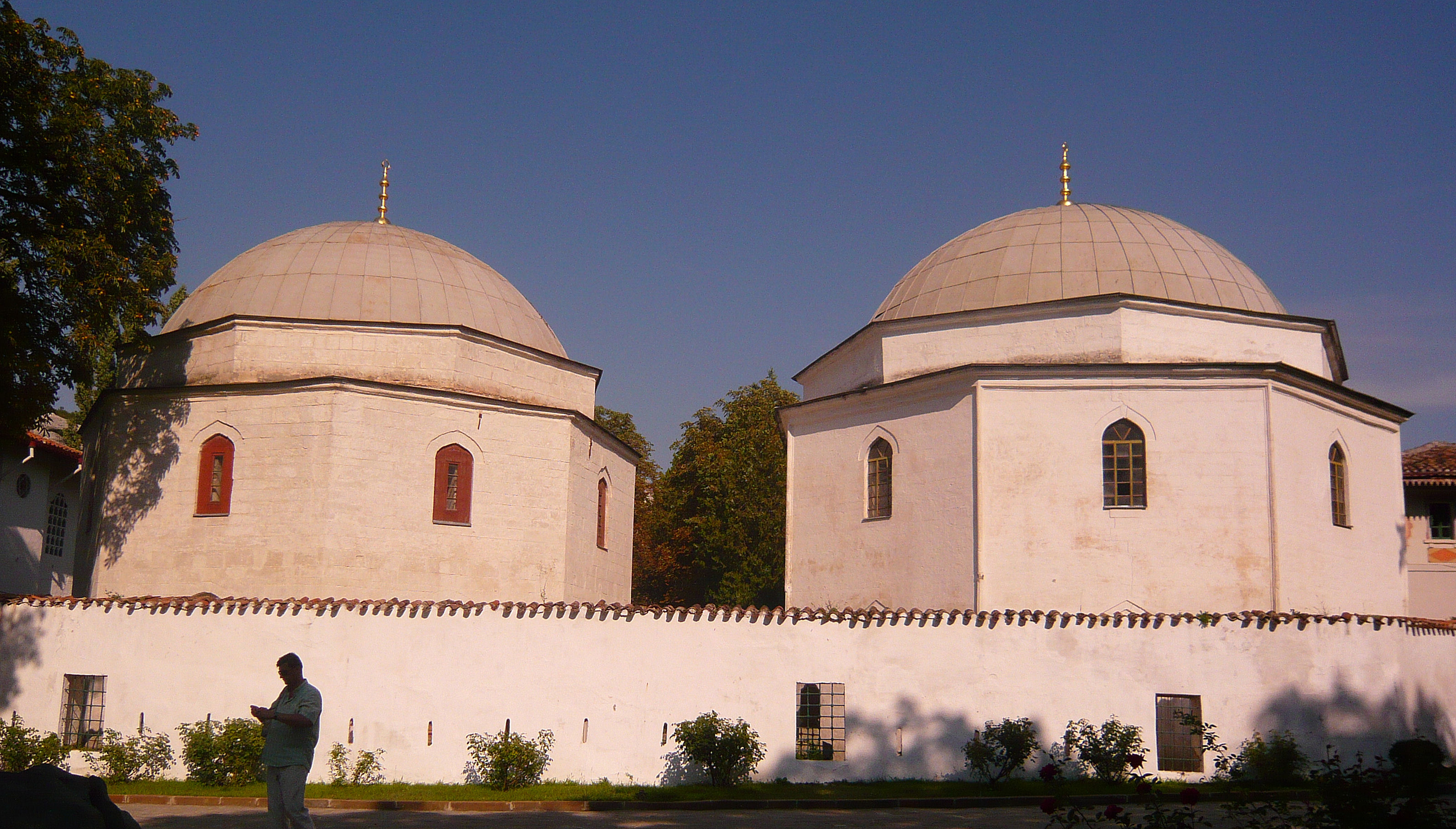
Mauzolea chanów Dewelta I Gireja (z lewej) oraz Islama III Gireja.

Od strony dziedzińca głównego kompleksu pałacowego na cmentarzu znajdują się dwa ośmioboczne mauzolea (diurbe). Północne mauzoleum pochodzi z XVI wieku i pochowany tutaj jest Dewlet I Girej i sześciu członków jego rodziny. Południowe mauzoleum zostało zbudowane po śmierci chana Islama III Gireja, który tam został pochowany oraz dziewięciu członków rodziny. Bezpośrednio na południe od mauzoleum Islama III Gireja znajduje się kamienna rotunda, a w niej zachowany grób Meñli II Gireja.
Większość zachowanych nagrobków jest wykonana z marmuru i ozdobiona pięknymi płaskorzeźbami. Cyprysy symbolizują smutek, a winorośl, róże i stylizowane rozety - życie wieczne. Wszystkie nagrobki wykonane są według takiego samego schematu: kamiennego sarkofagu i dwóch steli, różniących się między sobą. Stele od strony głowy są zwieńczone ozdobami w kształcie nakrycia głowy oraz ozdobione napisami.
Stele na nagrobkach męskich zwieńczone są czałmą (turbanem), natomiast na stelach nagrobków kobiecych płaską czapeczką lub kłębkiem. Prawie wszystkie nagrobki ozdobione są wyrzeźbionymi epitafiami.
Na terenie cmentarza pochowano następujących władców Chanatu krymskiego:
- Dewlet I Girej  – zm. 1577 (grób niezachowany)
- Ğazı II Girej  – zm. 1607 (grób niezachowany)
- Islam III Girej  – zm. 1654 (grób niezachowany)
- Mehmed IV Girej  – zm. 1674
- Selim I Girej  – zm. 1704 (grób niezachowany)
- Meñli II Girej  – zm. 1739
- Selim II Girej  – zm. 1748
- Arslan Girej  – zm. 1767
- Krym Girej  – zm. 1769